# Ernest Cloërec-Maupas
Pour les articles homonymes, voir Maupas.

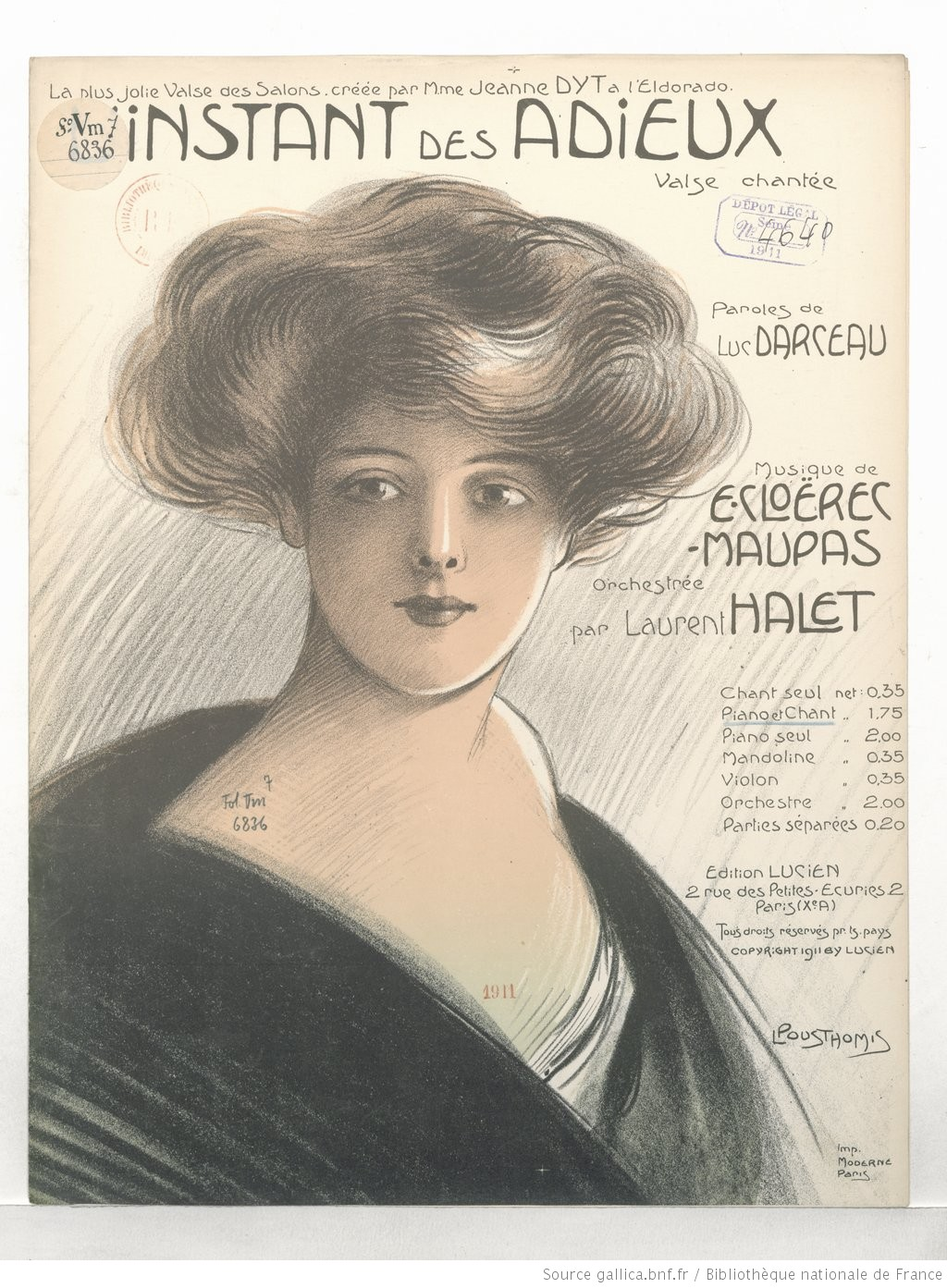
L'Instant des adieux (séparons-nous), valse

Ernest René Cloërec connu sous le pseudonyme d' Ernest Cloërec-Maupas, né à Rouen le 20 avril 1883 et mort à Mont-Saint-Aignan le 30 juillet 1940, est un artiste lyrique et auteur-compositeur français.

## Biographie
Ténor de la Gaîté-Lyrique, il est l'auteur des musiques de nombreuses chansons du début du XXe siècle, sur des paroles, entre autres, d'Adolphe Jost, de lui-même, d'Eugène Bizeau ou Jean de Kerlecq.
Son fils René Cloerec (1911-1995) était compositeur et chef d'orchestre et son épouse Césarine était actrice lyrique.
Son titre La Pauvre Pierreuse (1918), est connu pour sa lithographie de Toulouse-Lautrec.